# 안치오
안치오(이탈리아어: Anzio)는 이탈리아 라치오주 로마현에 위치한 코무네다. 로마로부터 남쪽 56km 거리에 있다.
항구 도시로 잘알려져있으며, 어항과 수중익선, 페리선으로 가는 폰치아네 제도의 폰차섬, 팔마롤라섬, 벤토네섬의 출발 지점이기도 하다. 2차대전중 연합군의 상륙 작전인 안치오 전투가 일어난 곳이기도 하다.

## 자매 도시
안치오는 다음 도시와 자매 도시 관계이다:
- 바트퓌르몬트[1]
- 파포스
- 캉[2]